# Madam C. J. Walker

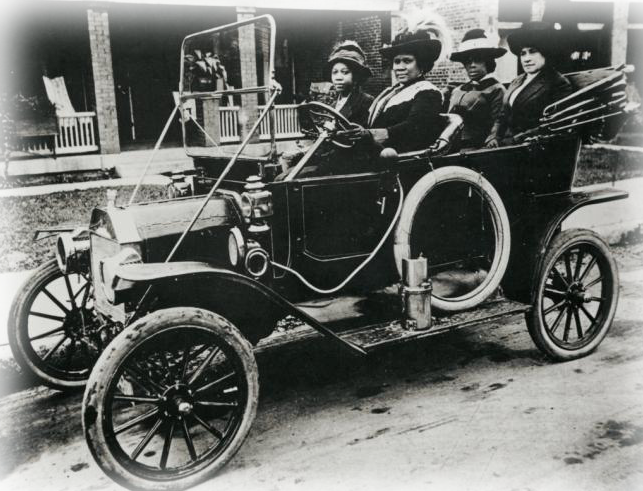
Madam Walker in haar auto

Sarah Breedlove (23 december 1867 - 25 mei 1919), beter bekend als Madam C.J. Walker, was een Amerikaans ondernemer, filantroop en sociaal activist. Walker wordt gezien als een van de rijkste zakenvrouwen uit haar tijd, terwijl zij geboren was als eerste vrije kind in haar familie kort na de emancipatieproclamatie. Ze wordt ook wel de eerste vrouwelijke selfmade miljonair van de Verenigde Staten genoemd, al was haar vermogen mogelijk lager dan dat. Op zevenjarige leeftijd werd Breedlove wees; op 14-jarige leeftijd trouwde zij voor de eerste maal. Uiteindelijk verdiende zij haar kapitaal door een bedrijf in cosmetica en haarproducten op te zetten, met Afro-Amerikaanse vrouwen als doelgroep. Ze bleek een uitzonderlijk talent voor marketing te hebben, maar wordt met name nog herinnerd als genereuze filantroop en activist, bijvoorbeeld door haar anti-lynch-campagnes. 